# Dirty Sticky Floors
Dirty Sticky Floors is een nummer van de Britse zanger Dave Gahan, bekend als frontman van Depeche Mode, uit 2003. Het is de eerste single van zijn eerste soloalbum Paper Monsters.
Volgens Gahan gaat het nummer over de nadelen van een rock-'n-rolleven. "Dirty Sticky Floors" bereikte een bescheiden 18e positie in het Verenigd Koninkrijk. Ook in andere Europese landen werd het een hit. Zo bereikte het de top 10 in Duitsland (waar Gahans band Depeche Mode grote populariteit geniet), Italië, Denemarken en Hongarije. In het Nederlandse taalgebied deed het nummer echter niets in de hitlijsten.

## Tracklijst
- Cd-single

1. "Dirty Sticky Floors" (radio mix, door Alan Moulder) – 3:16
2. "Stand Up" – 5:29
3. "Maybe" – 4:52

- 12"

1. "Dirty Sticky Floors" (Junkie XL vocal remix) – 10:48
2. "Dirty Sticky Floors" (Junkie XL dub) – 12:15